# Лутерштат Ајслебен
Лутерштат Ајслебен (њем. Lutherstadt Eisleben) град је у њемачкој савезној држави Саксонија-Анхалт. Једно је од 22 општинска средишта округа Мансфелд-Сидхарц. Према процјени из 2010. у граду је живјело 26.190 становника. Посједује регионалну шифру (AGS) 15087130, NUTS (DEE0A) и LOCODE (DE EIN) код.

## Географски и демографски подаци
Лутерштат Ајслебен се налази у савезној држави Саксонија-Анхалт у округу Мансфелд-Сидхарц. Град се налази на надморској висини од 114 метара. Површина општине износи 143,8 km². У самом мјесту је, према процјени из 2010. године, живјело 26.190 становника. Просјечна густина становништва износи 182 становника/km².

## Међународна сарадња
| Мјесто | Држава    | Врста сарадње | Од    |
| ------ | --------- | ------------- | ----- |
|        | Француска | партнерство   | 1962. |
| Извор  |           |               |       |